# Edmund Meade-Waldo
Edmund Gustavus Bloomfield Meade-Waldo (* 8. Februar 1855 in Hollybrook, County Cork, Irland; † 24. Februar 1934) war ein englischer Ornithologe und Naturschützer.

## Leben und Wirken
Meade-Waldo war der einzige Sohn von Edmund Waldo Maede-Waldo. Er lebte in Stonewall Park und Hever Castle in Kent und war Fellow of the Zoological Society of London. 1883 wurde er Mitglied der British Ornithologists’ Union und ab 1923 deren Vizepräsident. 
Meade-Waldo studierte am Eton College und am Magdalene College der Universität Cambridge. In seinem Zimmer in Eton unterhielt er eine Menagerie mit wilden Tieren. 1880 heiratete er Ada Coralie, eine Tochter des Lord Justice Bagallay. Das Paar lebte eine Zeit lang bei Rope Hill im New Forest. Meade-Waldo verband eine lebenslange Freundschaft mit dem Politiker und Naturforscher William Herbert St Quintin (1851–1933), der in seinem Heimatort Scampton mehrere Volieren errichten ließ und dort seltene Vogelarten hielt. Meade-Waldo und St. Quintin waren leidenschaftliche Falkner und Meade-Waldo verzeichnete in seinen Tagebüchern viele bekannte Falken und ihre Jagdfähigkeiten. Er sammelte Vögel im Atlas in Marokko und in Spanien. Ferner begleitete er James Lindsay, 26. Earl of Crawford an Bord der Yacht Valhalla auf eine Reise nach Madagaskar und die Komoren. Auf den Kanarischen Inseln sammelte er als erster den Kanaren-Austernfischer (Haematopus meadewaldoi). Als David Armitage Bannerman diesen Vogel im Jahre 1913 wissenschaftlich beschrieb, benannte er ihn zu Ehren von Meade-Waldo. Zu Beginn des 20. Jahrhunderts spielte Meade-Waldo eine wichtige Rolle bei der Erhaltung des Rotmilans in Wales. 
Meade-Waldo schrieb mehrere Artikel für The Ibis, für das Avicultaral Magazine und für das Bulletin of the British Ornithologists’ Club.